# Trivimi Velliste

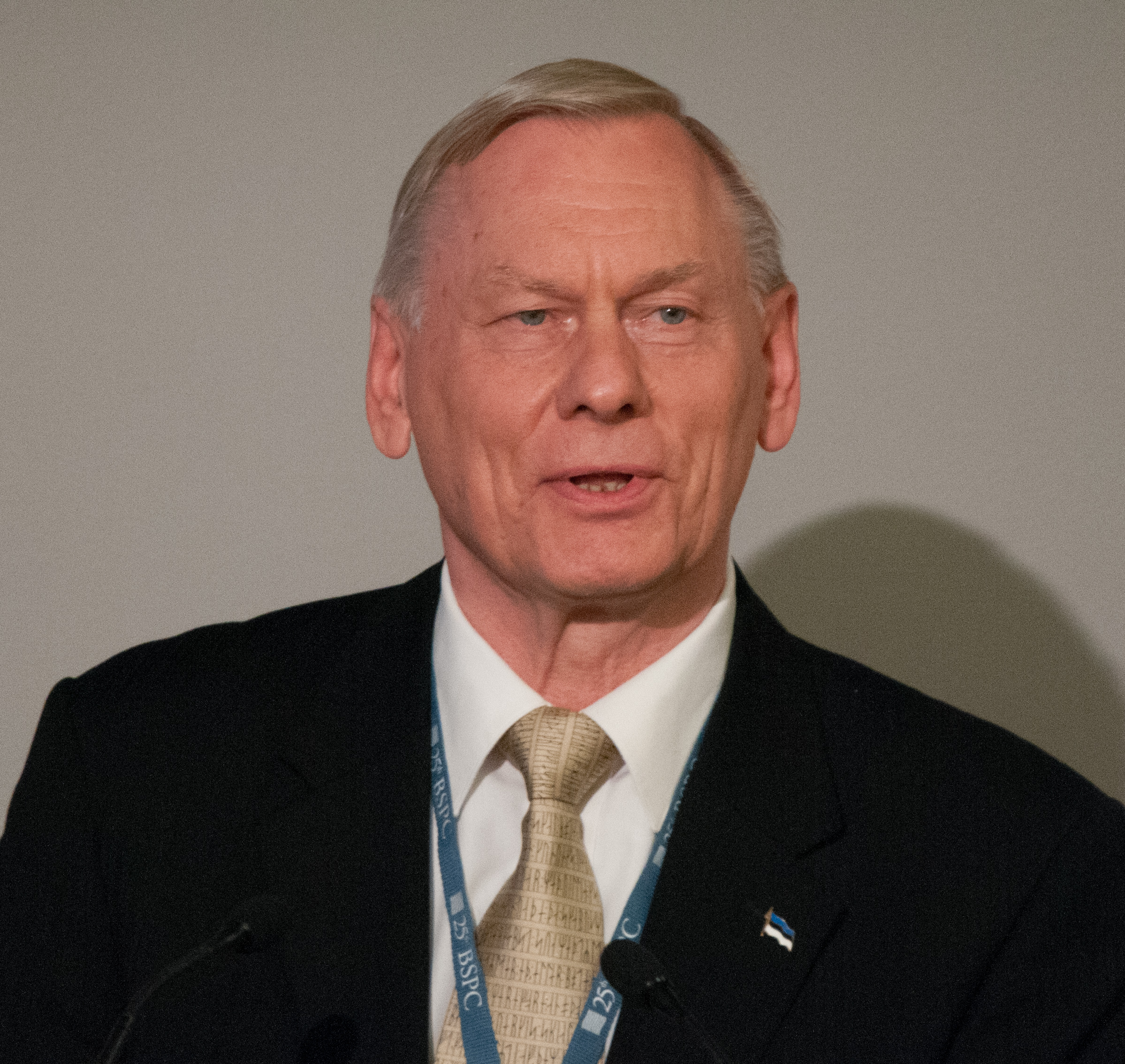
Trivimi Velliste (2016).

Trivimi Velliste sinh ngày 4.5.1947 ở Tartu, Estonia (thời đó dưới sự chiếm đóng của Liên Xô) là một chính trị gia người Estonia. Ông đã làm bộ trưởng Bộ ngoại giao Estonia từ năm 1992 tới 1994 và làm đại sứ của Estonia tại Liên Hợp Quốc từ năm 1994 tới 1998. Hiện nay ông là nghị sĩ trong Nghị viện Estonia (Riigikogu) đại diện hạt tuyển cử Pärnumaa.
Velliste được coi là một người trong lực lượng lãnh đạo đứng sau cuộc giải phóng Các nước vùng Baltic. Ông đã đấu tranh để giành độc lập cho Estonia từ người Nga và đã hứng chịu nhiều rủi ro nguy hiểm cho cá nhân mình. 
Là một sử gia, Velliste đã cố ý khuyến khích nỗ lực tranh đấu cho nền tự do chính trị và dân tộc. Phù hợp với lòng tin, ông đã thành lập một Hội để bảo vệ các công trình kỷ niệm lịch sử của Estonia. Velliste coi sự hiểu biết về lịch sử quá khứ là một điều cần thiết trong cuộc đấu tranh cho các quyền căn bản của con người trên con đường tiến tới việc tự trị và tự tin.
Năm 1988, Velliste đã được trao Giải tưởng niệm Thorolf Rafto.